# Capitala Kazahstanului

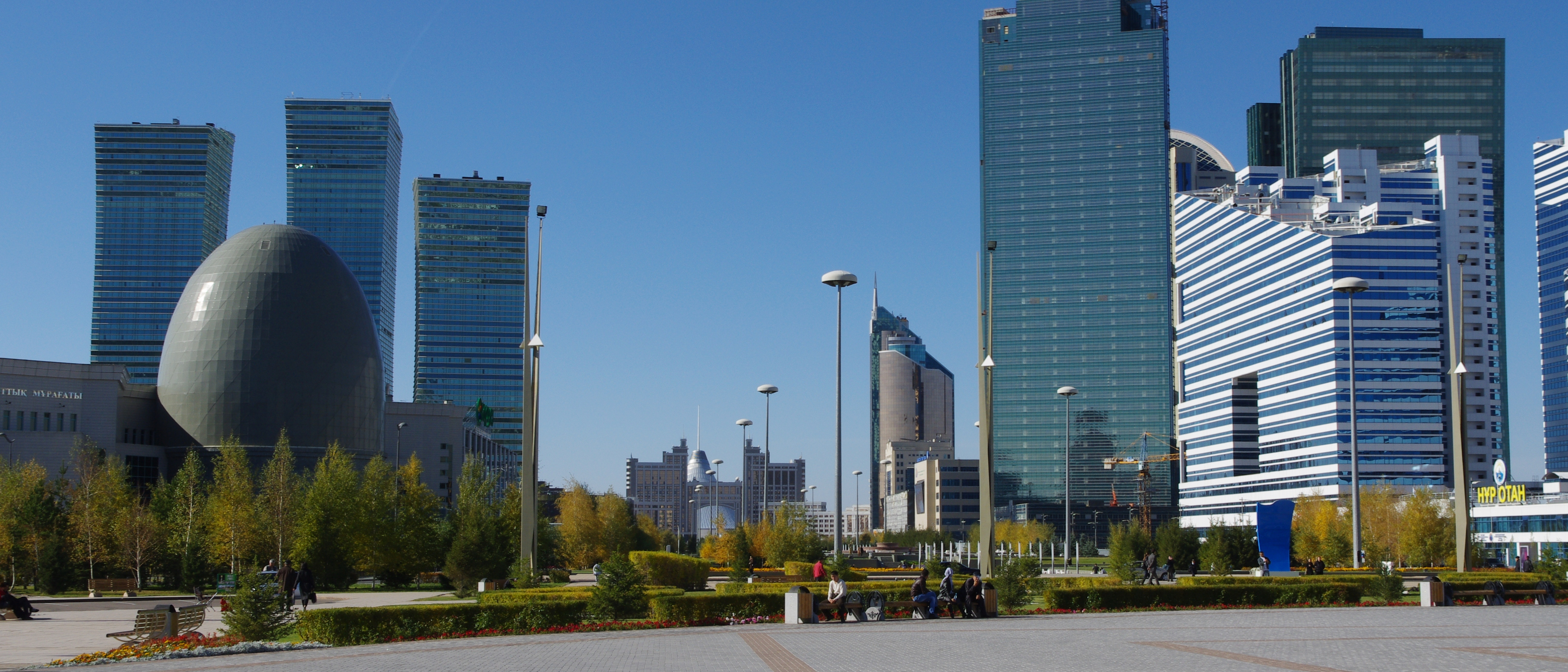
Nur-Sultan

Din 1917, Kazahstanul a avut cinci capitale. Din 1997, capitala este Astana (denumită între 2019-2022 Nur-Sultan). Capitalele anterioare ale Kazahstanului au fost Alash-qala (azi Semeï), Orenburg, (azi în Rusia), Qyzylorda și Alma-Ata (ulterior Almaty). 
În fiecare an, pe 6 iulie, Kazahstanul sărbătorește Ziua Capitalei (în kazahă Астана күні).

## Prezentare generală

### Alash-qala(1917-1920)
De la 13 decembrie 1917 până în 1920, când țara a fost cunoscută sub numele de Autonomia Alash (kazahă: Алаш аутономиясы, rusă: Алашская автономия), capitala a fost Alash-qala (kazahă: Алаш-қала, Alash-qala), astăzi Semei.

### Orenburg (1920-1925)
Din 1920 până în 1925, când țara a avut numele Republica Autonomă Sovietică Socialistă Kirghiză (nu trebuie confundat cu statul omonim din 1926 până în 1936, care a devenit actualul Kârgâzstan), capitala a fost la Orenburg (rusă: Оренбург, kazahă: Орынбор), oraș care a devenit rus în 1925, când RSSA Kirghiză a devenit Republica Autonomă Sovietică Socialistă Kazahă.

### Kyzylorda (1925-1929)
Qyzylorda sau Kzîl-Orda a fost prima capitală a Republicii Autonome Sovietice Socialiste Kazahă între 1925 și 1929. 

### Alma-Ata (1929-1997)
În 1929, Almaty (din kazahă, Алматы) sau Alma-Ata (denumirea veche sovietică, Алма-Ата) sau Vernîi (Верный) a devenit a patra capitală. A fost capitala Republicii Sovietice Socialiste Autonome Kazahă din 1929 până în 1936 și apoi a Republicii Sovietice Socialiste Kazahă de-a lungul existenței sale. De asemenea, a fost capitala Republicii Kazahstan din 1991, anul independenței sale, până în 1997, anul mutării capitalei la Astana.
În ciuda faptului că a pierdut statutul de capitală în favoarea orașului Astana în 1997, Almaty rămâne principalul centru economic al Kazahstanului. Orașul este situat în zona montană din sudul Kazahstanului, în apropiere de frontiera cu Kârgâzstan.

### Astana (1997-prezent)
Schimbarea capitalei de la Almaty la Astana a fost o idee a președintelui în funcție al țării, Nursultan Nazarbaev. În general, Astana este un oraș planificat. 
La 20 martie 2019, Astana a fost redenumită oficial  ca Nur-Sultan în onoarea fostului președinte kazah, care și-a dat demisia în aceeași zi.
Nur-Sultan (în kazahă: Нұр-Сұлтан) a avut anterior următoarele nume: Akmolinsk, 1832–1961; Țelinograd, 1961–1992; Akmola, 1992–1998; Astana, 1998–2019.
În septembrie 2022, după o serie de controverse și proteste care au dus la demisia lui Nursultan Nazarbayev din Consiliul de Securitate al Kazahstanului, numele capitalei a fost schimbat din nou în Astana.

## Lista capitalelor
| No. | Capitală                                   | Perioadă     | Entitate statală                                                                                           |
| --- | ------------------------------------------ | ------------ | --- |
| 1   | Qala Alash                                 | 1917-1920    | Autonomia Alash                                                                                            |
| 2   | Orenburg                                   | 1920-1925    | Republica Autonomă Sovietică Socialistă Kirghiză                                                           |
| 3   | Kyzylorda                                  | 1925-1929    | Republica Autonomă Sovietică Socialistă Kazahă                                                             |
| 4   | Almaty                                     | 1929-1997    | Republica Autonomă Sovietică Socialistă Kazahă, Republica Sovietică Socialistă Kazahă, Republica Kazahstan |
| 5   | Astana (numită Nur-Sultan între 2019-2022) | 1997-prezent | Republica Kazahstan                                                                                        |

## Galerie de imagini

Piața centrală din Semeï.
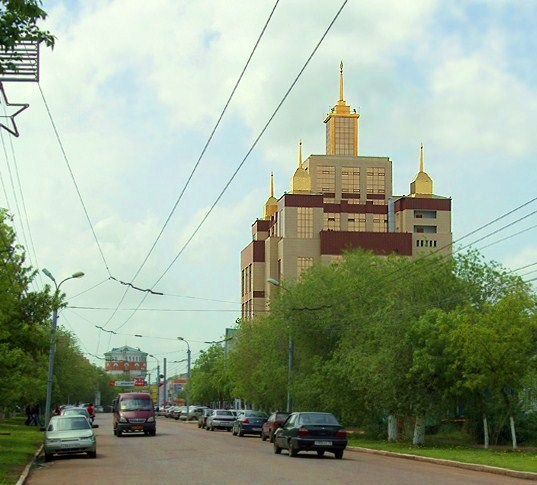
Universitatea din Orenburg.
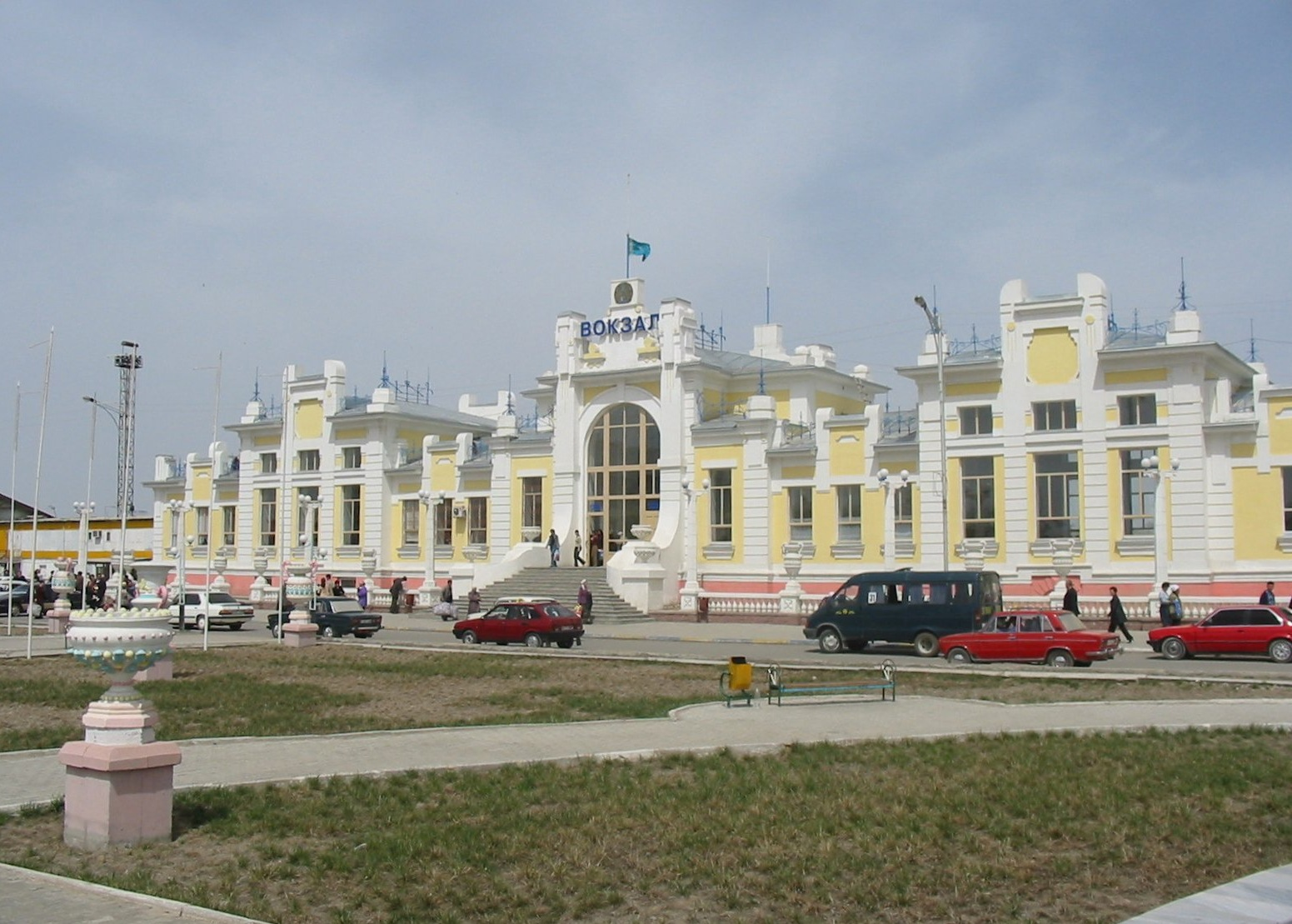
Gara Kyzylorda.
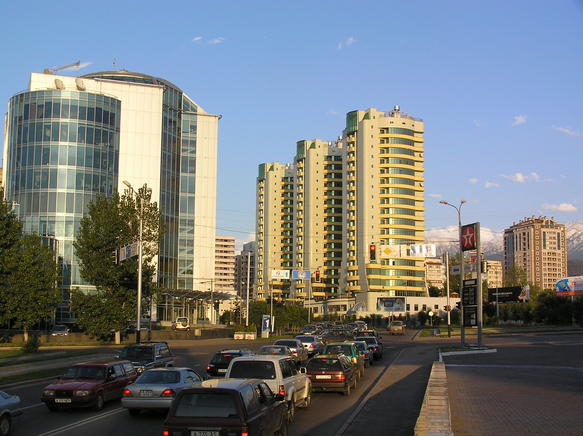
Almaty.